# Giardini Papadopoli

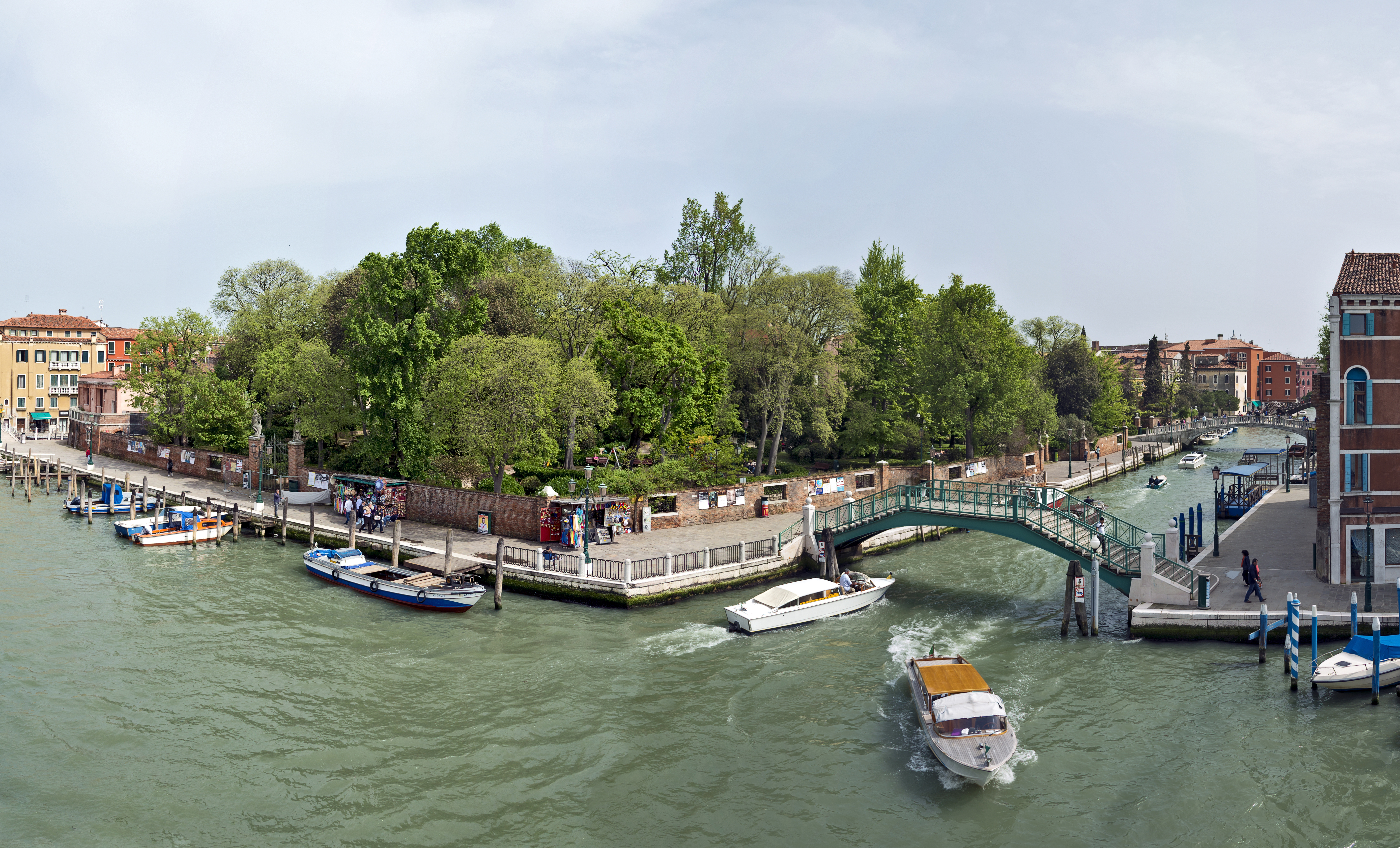
Blick auf die Giardini Papadopoli, 2013; links der Canal Grande, rechts der Rio Novo mit dem Ponte del Prefetto o Papadopoli, einer der beiden Brücken zwischen den Gärten und der Piazzale Roma

Die Giardini Papadopoli, oftmals einfach die Papadopoli genannt, stellen einen der wenigen öffentlich zugänglichen Parks dar, die sich im historischen Zentrum Venedigs befinden. Die Papadopoli-Gärten, entstanden ab 1834, befinden sich im Westen des Stadtteils Santa Croce nahe dem Parkplatz auf der Piazzale Roma. Diese Gärten, die nach dem Familiennamen des Numismatikers Nicolò Papadopoli und seines Bruders Angelo vor allem aber nach deren Vater Spiridone († 1859) benannt sind, bilden eine über Brücken erreichbare Insel. Diese wird im Norden durch den Canal Grande, im Osten durch den Rio dei Tolentini, im Süden durch den Rio del Magazen und im Westen durch den Rio Novo begrenzt (bzw. durch die Fondamenta della Croce nordwärts sowie die Fondamenta del Monastero und Condulmer, die diese Kanäle begleiten).
Angesichts der Tatsache, dass 1984 jedem Bewohner der Altstadt von Venedig 1,59 m² Parkfläche zur Verfügung standen (zum Vergleich Rom: 2, Amsterdam: 10–12 m²), besitzen die Giardini einen trotz der geringen Fläche hohen Erholungswert.

## Geschichte

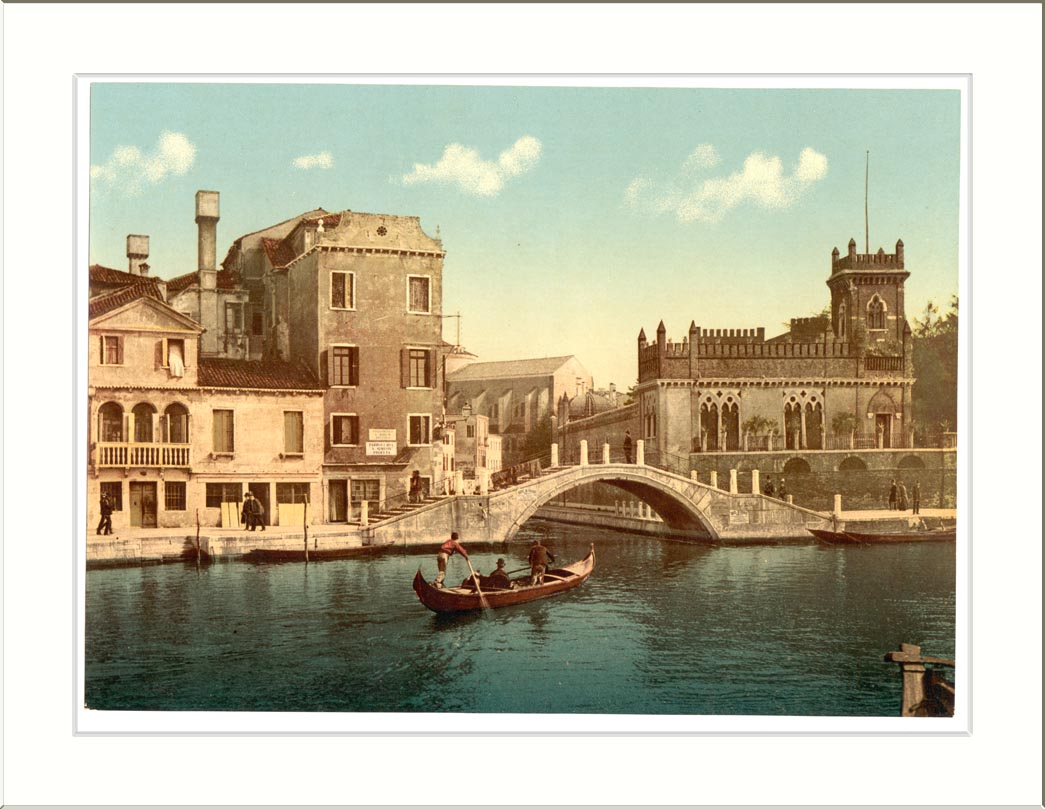
Kloster und Kirche S. Croce im letzten Jahrzehnt des 19. Jahrhunderts

Auf dem Gelände des heutigen Parks befand sich die Kirche nebst Clarissenkloster S. Croce, die dem Sestiere den Namen gegeben haben. Unter Napoleon wurde das Kloster aufgelöst, der Komplex nach langem Verfall abgerissen.

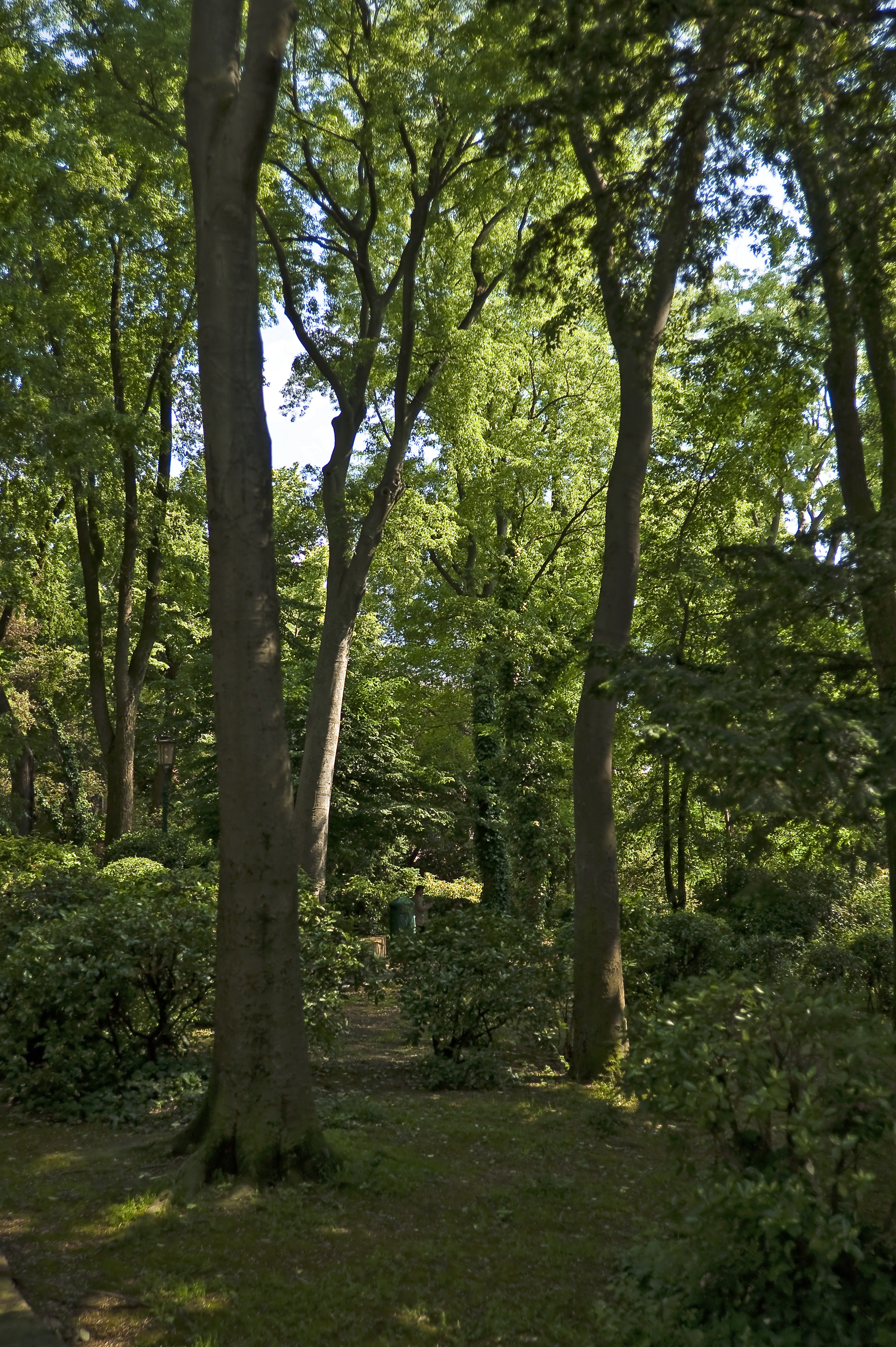
Am Parkausgang

Gestaltet wurde der Park 1834 nach Plänen von Francesco Bagnara, Beschäftigter an der örtlichen Akademie der Schönen Künste, der im Auftrag von Teresa Mosconi, der Ehefrau des Conte Spiridone Papadopoli handelte. Papadopoli hatte der Familie Quadri das Gelände abgekauft. Durch Erweiterung um benachbarte Gärten erreichte der neue Park eine Fläche von 12.000 m². Richtung Canal Grande entstand im Nordteil ein englischer Garten, während der übrige Teil des entstehenden Parks von Blumenbeeten in eher geometrischer Form geprägt war. 1863 gestaltete Marco Quignon den Park auf Weisung der neuen Besitzer Angelo und Nicolò Papadopoli. Zahlreiche exotische Pflanzen, typisch für die Kolonialzeit, zierten nun den Park, ebenso wie eine Voliere mit Silberfasanen und Papageien. Während des Ersten Weltkriegs wurde der Park durch Luftangriffe stark geschädigt, doch schon 1920 konnte er wieder für das Publikum geöffnet werden.
Im Jahre 1933 wurde im Zuge der Einrichtung des für die Verkehrspolitik der Faschisten zentralen Auto- und Busparkplatzes, der Piazzale Roma, der Westteil des Parkes planiert. Auch den Grabungen im Zusammenhang mit dem Bau des Rio Novo, der für den Schiffsverkehr notwendig wurde, um den Autoverkehr zum Festland dort anzubinden, fielen Flächen zum Opfer. Schließlich erfolgte eine Verkleinerung des Parks im Süden – am Ende auf 7.500 m² – durch einen Hotelkomplex, hinter dessen politischer Durchsetzung der mit dem Regime verbundene Gruppo veneziano stand.
Jenseits des Rio Novo, angrenzend an die Piazzale Roma, sind zwei kleine Stücke des ehemaligen Gartens nicht planiert worden. Auf dem einen, einem etwa 655 m² großen Beet, erheben sich Zypressen, auf dem anderen, etwa 710 m² großen Reststück findet sich ein kleiner Brunnen.
Im Süden des Parks blickt man auf den Wintergarten des Hotel Papadopoli, das 1970 unter Leitung von Pietro Porcinai errichtet wurde.